# 岡山県道456号下籾三明寺線
岡山県道456号下籾三明寺線（おかやまけんどう456ごう しももみさんみょうじせん）は、岡山県久米郡久米南町から岡山市北区に至る一般県道である。

## 概要
久米郡久米南町下籾と岡山市北区建部町三明寺を結ぶ。

### 路線データ
- 起点：岡山県久米郡久米南町下籾（岡山県道375号上籾神目停車場線交点）
- 終点：岡山県岡山市北区建部町三明寺（岡山県道30号落合建部線交点）
- 総延長：6.2 km

## 歴史
- 1974年（昭和49年）11月8日 - 岡山県告示第1027号により認定される。

## 地理

### 通過する自治体
- 久米郡久米南町
- 岡山市（北区）

### 交差する道路
| 交差する道路                  | 市町村名 | 市町村名 | 交差する場所 | 交差する場所 |
| ----------------------------- | -------- | -------- | ------------ | ------------ |
| 岡山県道375号上籾神目停車場線 | 久米郡   | 久米南町 | 上二ヶ       | 起点         |
| 岡山県道30号落合建部線        | 岡山市   | 北区     | 建部町三明寺 | 終点         |

### 沿線
- 旭川第二ダム